# Constantin Constantinescu-Claps
Constantin Constantinescu-Claps (* 20. Februar 1884 in Beceni, Kreis Buzău; † 1961 in Bacău) war ein rumänischer General.

## Leben
Er absolvierte von 1903 bis 1905 die „Școala militară“, eine Militärakademie. 1905 wurde er zum Sublocotenent (Leutnant) befördert. Es folgte 1909 die Beförderungen zum Locotenent (Oberleutnant) und 1913 zum Căpitan (Hauptmann). Er kämpfte im Ersten Weltkrieg auf rumänischer Seite und wurde 1917 zum Maior (Major) befördert. 1919 wurde er Locotenent-colonel (Oberstleutnant) und 1925 zum Colonel (Oberst).
1939 erfolgte die Beförderung zum General de brigadă (Brigadegeneral) und er wurde Kommandant der rumänischen 7. Infanteriedivision. Während der Militärdiktatur von Marschall Ion Antonescu stieg er in der Armee weiter auf und nahm am Angriff auf die Sowjetunion teil. Er bekam zunächst das Kommando über das VII. Korps am Pruth-Abschnitt, dann führte er ab Juli 1941 das XI. Korps über den Dnjestr nach Odessa. Er wurde am 9. November 1941 zum Nachfolger Iacobicis zum Oberbefehlshaber der rumänischen 4. Armee bestellt. Er befehligte diese Armee im zweiten Halbjahr 1942 während der Schlacht von Stalingrad und wurde zum General de corp (Generalleutnant) befördert. Er wurde nach der Zerschlagung der Armee durch die Sowjettruppen am 10. Februar 1943 durch Constantin Sănătescu abgelöst. Wenig später wurde er in den Ruhestand geschickt und 1944 als General de armată (Armeegeneral) verabschiedet.
1951 wurde er verhaftet. Er verbrachte drei Jahre in Untersuchungshaft und wurde 1954 zu 15 Jahren Haft verurteilt. Überraschenderweise kam er aber schon ein Jahr später wieder frei. Constantin Constantinescu starb 1961 in Rumänien.